# N-Methyl-N-nitroso-1-pentanamin
N-Methyl-N-nitroso-1-pentanamin ist eine chemische Verbindung aus der Gruppe der Nitrosamine.

## Sicherheitshinweise
N-Methyl-N-nitroso-1-pentanamin ist eine krebserregende Verbindung aus der Gruppe der Nitrosamine, die die DNA schädigt und das mitochondriale Membranpotenzial hemmt, was letztlich zur Apoptose führt. Sie wird in der Leber durch Cytochrom-P450-Enzyme metabolisiert, wobei reaktive Metaboliten entstehen, die zu ihrer karzinogenen Wirkung beitragen. Methyl-n-amylnitrosamin verursacht Gebärmutterhalskrebs bei CD-1-Mäusen und dient als geeignetes Modell für das menschliche Plattenepithelkarzinom. Eine chronische Exposition kann bei Ratten zur Entstehung von Plattenepithelkarzinomen führen.

## Regulierung
Über den Safe Drinking Water and Toxic Enforcement Act of 1986 besteht in Kalifornien seit 26. Dezember 2014 eine Kennzeichnungspflicht für Produkte, die N-Methyl-N-nitroso-1-pentanamin enthalten.